# Stephen Paulus
Pour les articles homonymes, voir Paulus.
Stephen Paulus (né le 24 août 1949 à Summit, New Jersey, et mort le 19 octobre 2014 à Arden Hills, Minnesota) est un compositeur américain, connu pour ses opéras et sa musique chorale. Son opéra le plus connu The Postman Always Rings Twice (« Le facteur sonne toujours deux fois ») date de 1982, un des opéras créés par et pour l’Opera Theatre of Saint Louis. Sa musique est essentiellement tonale, mélodique et romantique. Récompensé par le National Endowment for the Arts et la fondation Guggenheim, Paulus remporte également le prestigieux prix Friedheim du Kennedy Center (Kennedy Center Friedheim Prize). Plusieurs formations de renom lui commandent des œuvres telles que l'Opéra du Minnesota, la Chamber Music Society of Lincoln Center, l'American Composers Orchestra, les Dale Warland Singers, le Harvard Glee Club ou encore la Société Chorale de New York. Paulus réside actuellement dans la région de Minneapolis.

## Biographie
Paulus naît à Summit (New Jersey) et la famille déménage dans le Minnesota quand il a deux ans. Il entre à l'Université du Minnesota où il suit l'enseignement de Dominick Argento. Il obtient son doctorat de composition en 1978. En 1983, il est nommé compositeur en résidence à l'Orchestre du Minnesota et en 1988 à l'Orchestre symphonique d'Atlanta, dont le chef, Robert Shaw lui commande plusieurs œuvres pour le chœur qu'il dirige. Après la première de son opéra The postman Always Rings Twice, il entame une riche collaboration avec l'Opera Theatre of Saint Louis qui se solde pas la composition de quatre autres opéras.

## Œuvres principales
Son catalogue d'œuvres comprend plus de 350 pièces touchant à plusieurs genres, dont la musique chorale, l'orchestre, la voix seule, etc. Il compte plusieurs cycles vocaux dédiés aux chanteurs Thomas Hampson, Evelyn Lear, Deborah Voigt et Håkan Hagegård. Son œuvre orchestrale comprend notamment The Veil of Illusion (1994) et Erotic Spirits (2004), reflets de sa spiritualité. Sa musique chorale représente la partie la plus importante de son œuvre, notamment Visions from Hildegard, ainsi que des motets a cappella.

### Opéra
- Harmoonia, opéra pour enfants
- Heloise and Abelard, sur un livret de Frank Corsaro
- Hester Prynne at Death, d'après Nathaniel Hawthorne
- Summer, d'après une nouvelle de Edith Wharton
- The Three Hermits, un « opéra d'église »
- The Woman at Otowi Crossing
- The Woodlanders, une « tragédie romantique » d'après Thomas Hardy
- The Village Singer
- The Star Gatherer

## Source de traduction
- (en) Cet article est partiellement ou en totalité issu de l’article de Wikipédia en anglais intitulé « Stephen Paulus » (voir la liste des auteurs).